# Cantó de Le Havre-9
El cantó de Le Havre-9 és un cantó francès del departament del Sena Marítim, situat al districte de Le Havre. Compta amb part del municipi de Le Havre.

## Municipis
- Le Havre

## Història
| Data d'elecció                           | Identitat      | Partit | Qualitat |
| ---------------------------------------- | -------------- | ------ | -------- |
| 1982-                                    | Michel Barrier | PCF    |          |
| les dades anteriors no són pas conegudes |                |        |          |
|                                          |                |        |          |